# Iyaz
Keidran Jones (* 15. dubna 1987 Tortola, Britské Panenské ostrovy) je americko-karibský ostrovní zpěvák, známý pod jménem Iyaz. Jeho blízkým a nejlepším přítelem je Sean Kingston, který mu dopomohl ke kariéře.

## Hudební kariéra

### 2009–2011
Iyazova hudební kariéra začala v roce 2009 jeho pilotním hitem „Island Girls“, který ve spolupráci s dalšími rapery natočil v Karibiku. Klipem na sebe mediálně hodně upozornil. A tak se začala rozjíždět jeho hudební kariéra, ke které mu dopomohl jeho přítel Sean Kingston. Přivedl ho do nahrávací společnosti Beluga Heights Records, představil ho producentovi J. R. Rotemovi, na kterého Iyaz udělal dobrý dojem, tak stejně jako Seanovi i jemu dopomohl ke kariéře.
V roce 2009 vydal svůj první singl „Replay“.
Pak v roce 2010 vydal 3 úspěšné singly, ke kterým natočil videoklipy („Solo“, „So Big“ a „Look At Me Now“). Vydal tak své první album pojmenované podle jeho pilotního hitu – Replay.
Během roku 2010 ale vydal zároveň 2 úspěšné featuringy („Pyramid“, ve spolupráci s korejskou zpěvačku Charice, a „Break My Bank“ ve spolupráci s Hip Hop Duo New Boyz).
V roce 2011 vydal další 3 singly (z toho jeden vlastní „Pretty Girls“ ve spolupráci se zpěvákem Traviem McCoyem) a 2 featuringy („The Mack“, kde hostoval začínajícímu zpěvákovi z Beluga Heights Manovi, a „Fight For You“, kde hostoval zpěvákovi Steviemu Hoangovi).

### 2011–2015
V letech 2011–2015 měl lyaz tvůrčí pauzu.

### 2015-2018
Pak se po 4 letech pauzy Iyaz do hudební branže zase vrátil a vydal druhé album Aurora, obsahující singly „One Milion“ a „Alive“, které byly pro většinu fanoušků velkým zklamáním, jelikož se ani trochu nepodobaly jeho původním singlům („Island Girls“, „Replay“, „Solo“, „So Big“, „Pretty Girls“, „Look At Me Now“).
Pak r.2018 vydal singl One Puff

## Diskografie

### Úspěšné singly Solo
- 2009 – Island Girls (feat Diction and Shotta)
- 2009 – Replay
- 2010 – Solo
- 2010 – So Big
- 2010 – Look At Me Now
- 2011 – Pretty Girls (feat Travie Mc Coy)
- 2015 – One Milion
- 2015 – Alive
- 2018 – One Puff feat Jowell & Randy,B-Case

### Úspěšné hostující singly
- 2010 – Pyramide (with Charice)
- 2010 – Break My Bank (with New Boyz)
- 2011 – The Mack (With Mann and Snoop Dogg)
- 2011 – Fight for You (with Stevie Hoang)